# Jiří Konvrzek
Jiří Konvrzek (* 1960) je český písničkář. Hraje většinou na vlastnoručně vyrobené netradiční nástroje, hlavně na dvoukrkou kytaru. Texty jsou často absurdní nebo dadaistické.
První písničky složil ve dvaceti letech. V roce 1990 založil kapelu III. zuby, se kterou v roce 1998 vydal album Narodit se, souběžně také vystupoval sólově. V roce 2000 vydal průřez vlastní tvorbou na albu Pod Řípem. Od roku 2003 byla kvůli odlišení sólových koncertů a koncertů s doprovodnými muzikanty jeho vystoupení s kapelou označována slovem konVRZek, s tímto uskupením nahrál album Nevadí ti? V roce 2022 vydal album Spadlo s jazzovým kontrabasistou Petrem Dvorským.
Je členem volného sdružení Osamělí písničkáři.

## Diskografie
- Narodit se, 1998 – s kapelou III. zuby
- Pod Řípem, 2000
- Nevadí ti?, 2005 – s kapelou konVRZek
- Spadlo, 2022

Po jedné písni má na dvou samplerech Osamělých písničkářů Turniketem do ráje (2015) a Šťastné a osamělé (2020).